# Internationales Werner-Seelenbinder-Gedenkturnier 1983
Das Internationale Werner-Seelenbinder-Gedenkturnier 1983 fand vom 16. bis zum 18. September 1983 in Greifswald statt. Es war die elfte Auflage dieser internationalen Meisterschaften der DDR im Badminton.

## Medaillengewinner
| Disziplin    | Gold                                                                          | Silber                                                                   | Bronze                                                                          |
| ------------ | ----------------------------------------------------------------------------- | ------------------------------------------------------------------------ | ------------------------------------------------------------------------------- |
| Herreneinzel | Michal Malý (ČSSR)                                                            | Edgar Michalowski (Einheit Greifswald)                                   | Erfried Michalowsky (Einheit Greifswald)                                        |
| Herreneinzel | Michal Malý (ČSSR)                                                            | Edgar Michalowski (Einheit Greifswald)                                   | Thomas Mundt (Einheit Greifswald)                                               |
| Dameneinzel  | Monika Cassens (HSG Lok HfV Dresden)                                          | Petra Michalowsky (Einheit Greifswald)                                   | Bożena Siemieniec (Polen)                                                       |
| Dameneinzel  | Monika Cassens (HSG Lok HfV Dresden)                                          | Petra Michalowsky (Einheit Greifswald)                                   | Bożena Wojtkowska (Polen)                                                       |
| Herrendoppel | Michal Malý / Miroslav Šrámek (ČSSR)                                          | Erfried Michalowsky / Thomas Mundt (Einheit Greifswald)                  | Edgar Michalowski / Joachim Schimpke (Einheit Greifswald / Fortschritt Tröbitz) |
| Herrendoppel | Michal Malý / Miroslav Šrámek (ČSSR)                                          | Erfried Michalowsky / Thomas Mundt (Einheit Greifswald)                  | Jerzy Dołhan / Grzegorz Olchowik (Polen)                                        |
| Damendoppel  | Monika Cassens / Petra Michalowsky (HSG Lok HfV Dresden / Einheit Greifswald) | Bożena Wojtkowska / Bożena Siemieniec (Polen)                            | Birgit Kämmer / Ilona Ryk (Einheit Greifswald)                                  |
| Damendoppel  | Monika Cassens / Petra Michalowsky (HSG Lok HfV Dresden / Einheit Greifswald) | Bożena Wojtkowska / Bożena Siemieniec (Polen)                            | Petra Tobien / Michaela Junker (Kühlautomat Berlin / Einheit Greifswald)        |
| Mixed        | Michal Malý / Zuzana Urbánková (ČSSR)                                         | Thomas Mundt / Monika Cassens (Einheit Greifswald / HSG Lok HfV Dresden) | Erfried Michalowsky / Petra Michalowsky (Einheit Greifswald)                    |
| Mixed        | Michal Malý / Zuzana Urbánková (ČSSR)                                         | Thomas Mundt / Monika Cassens (Einheit Greifswald / HSG Lok HfV Dresden) | Edgar Michalowski / Angela Michalowski (Einheit Greifswald)                     |